# Claude Barrabé
Pour les articles homonymes, voir Barrabé.
Claude Barrabé est un footballeur français, né le 19 novembre 1966 à Saint-Pierre. Il joue au poste de gardien de but du milieu des années 1980 à la fin des années 1990.
Après des débuts au Paris SG, il évolue ensuite au Brest Armorique, au Montpellier HSC, au SM Caen avant de finir sa carrière à l'US Créteil.
Sélectionné en équipe de France espoirs avec qui il remporte l'Euro 1988, Claude Barrabé attend la fin de sa carrière et sa reconversion pour intégrer la sélection de beach soccer.

## Biographie

### Enfance et formation
À 12-13 ans, Claude Barrabé joue au football au Stade tamponnais. À seize ans, Claude quitte pour la première fois l'île de la Réunion afin de passer les tests de sélection pour l'entrée à l'INF Vichy.
En 1983 donc, Claude Barrabé, jeune joueur de St-Pierre de la Réunion, arrive en Métropole afin d'intégrer l'INF Vichy. Il fait partie des joueurs les plus prometteurs. Les observateurs voient en lui un futur gardien de grande classe. L'AJ Auxerre et le Paris Saint-Germain, qui cherche une doublure à Joël Bats, essayent de s'attacher les services du jeune Claude Barrabé. Il choisit le club de la capitale, tout récent champion de France.

### Débuts comme footballeur professionnel
Lors de sa première saison il dispute seulement six matchs et, à chaque apparition, réalise de belles prestations n'encaissant qu'un seul but. Avec 528 minutes sans concéder de but, il devient le recordman d’invincibilités pour un nouveau gardien du PSG, record qui tient toujours en 2019.
Lors de la deuxième année, Joël Bats est toujours dans les buts parisiens et ne laisse rien à sa doublure. En fin de cette saison 1987-1988, Claude Barrabé participe à l'aventure du Championnat d'Europe espoirs 1988. Titulaire lors des premiers matchs, il est suspendu pour le match retour de la finale remportée 3-0 face à la Grèce. Sur ce titre, il décide de quitter le PSG afin de trouver un poste de titulaire.
Le Brest Armorique, relégué en division 2, flaire la bonne affaire et recrute le jeune gardien afin d'en faire le titulaire du club. Lors de sa première saison, Claude Barrabé est brillant. Il participe grandement à la remontée immédiate du club breton en division 1. La saison suivante, il est attendu au tournant par les observateurs et il ne va pas les décevoir puisqu'il effectue un grand championnat. À l'époque, tout le monde voit en lui, le successeur de Bruno Martini, gardien officiel de l'équipe de France. Ses prestations font de lui un gardien très convoité, et le Montpellier HSC qui cherche un remplaçant à Albert Rust, décide de le recruter et de lui faire confiance.

### Gardien du Montpellier HSC
Sa première saison est plutôt une réussite, il encaisse peu de buts mais l'attaque des héraultais n'est pas en brillante, ce qui leur fait concéder un nombre important de matchs nuls. En revanche en Coupe des Vainqueurs des Coupes, Montpellier s'invite à la cour des grands, puisque les montpelliérains sortent successivement deux anciens vainqueurs de la Coupe des Clubs Champions, le PSV Eindhoven et le Steaua Bucarest. Les montpelliérains affrontent ensuite Manchester United en quart de finale. Les Héraultais réussissent l'exploit à Old Trafford en ramenant le match nul (1-1). Lors du match retour le stade de La Mosson est plein. Alors que l'on joue le temps additionnel de la première mi-temps, Montpellier encaisse un but sur une légère erreur de Claude Barrabé, but qui leur fait perdre l'accès en demi-finale.
La saison suivante, le club est trop irrégulier et Claude Barrabé ne fait pas partie de l'équipe de France qui dispute l'Euro 1992 en Suède. Le sélectionneur Michel Platini lui préfére le portier lyonnais, Gilles Rousset.
En 1993-1994, il atteint la finale de la Coupe de France qu'il perd face à l'AJ Auxerre sur le score de 3-0.
Durant la saison suivante, il devient la doublure de la recrue Philippe Flucklinger.
À son départ en décembre 1995, Claude Barrabé est le gardien le plus capé du club.

### Fin de carrière
En décembre 1995, le Stade Malherbe de Caen qui cherche un remplaçant à Luc Borrelli blessé, lui donne la chance de se relancer. Le club termine la saison sur un titre de champion de division 2.
La saison suivante, il s'engage avec l'US Créteil qui évolue en National (D3), avec comme objectif la montée. Mais trois ans plus tard, le club parisien est toujours au même niveau et Claude Barrabé décide de raccrocher les gants.

### Reconversion
Durant trois années, Claude Barrabé se met au beach soccer et intègre l'équipe de France de la discipline. Il fait ensuite partie du staff technique de Bleus comme entraîneur des gardiens de buts de l'équipe nationale de beach soccer.
En 2003, à 37 ans, Claude Barrabé rentre pour la première fois depuis ses seize ans à La Réunion, pour y organiser son jubilé, et dirige un magasin. Il intègre ensuite la Ligue réunionnaise de football et y devient cadre technique, passe ses diplômes (BEES2, CEGB et le Master du CDES de Limoges) et est aussi entraîneur des gardiens.
À partir de 2009, Claude Barrabé fait partie des instructeurs de la FIFA venant à Madagascar pour travailler avec les entraîneurs et les arbitres locaux, dans le cadre d'un programme de développement.
En 2011, Claude Barrabé participe au Championnat de France de beach soccer 2011 à la tête de l'équipe réunionnaise de l'AS Bretagne et termine quatrième.
En mars 2015, Claude Barrabé démissionne de son poste à la Ligue réunionnaise de football et devient sélectionneur de l'équipe de Madagascar de beach soccer. Il débute par remporter la première édition de la Coupe COSAFA de beach soccer. Un peu plus d'un mois après sa nomination, il permet de remporter pour la première fois la Coupe d'Afrique des nations. Il dirige ensuite la sélection lors de la Coupe du monde 2015 quelques mois suivants. Pour la première fois dans l'histoire de Madagascar, une sélection nationale dispute une Coupe du Monde. L'équipe ne sort pas de la phase de groupe.
En 2017, il devient superviseur pour le Montpellier HSC sur l’île de la Réunion et sur l’ensemble de la zone océan indien.
Début 2020, Claude Barrabé est nommé sélectionneur de l'équipe de France de beach soccer pour deux ans et demi, plus une année en option. Il devient le premier Réunionnais à occuper un poste d'entraîneur national français.

## Statistiques de joueur
| Saison                | Club                  | Championnat           | Championnat | Championnat | Coupe(s) nationale(s) | Coupe(s) nationale(s) | Compétition(s) continentale(s) | Compétition(s) continentale(s) | Compétition(s) continentale(s) | France espoirs | France espoirs | Total | Total |
| Saison                | Club                  | Division              | M.          | B.          | M.                    | B.                    | Comp.                          | M.                             | B.                             | M.             | B.             | M.    | B.    |
| 1985-1986             | INF Vichy             | D3                    | -           | -           | 1                     | -2                    | -                              | -                              | -                              | -              | -              | 1     | -2    |
| 1986-1987             | Paris Saint-Germain   | D1                    | 6           | -1          | -                     | -                     | -                              | -                              | -                              | -              | -              | 6     | -1    |
| 1987-1988             | Paris Saint-Germain   | D1                    | -           | -           | -                     | -                     | -                              | -                              | -                              | 13             | -7             | 13    | -7    |
| Sous-total            | Sous-total            | Sous-total            | 6           | -1          | 0                     | 0                     | -                              | 0                              | 0                              | 13             | -7             | 19    | -8    |
| 1988-1989             | Brest Armorique FC    | D2                    | 30          | -21         | 6                     | -7                    | -                              | -                              | -                              | -              | -              | 36    | -28   |
| 1989-1990             | Brest Armorique FC    | D1                    | 38          | -44         | 2                     | -3                    | -                              | -                              | -                              | -              | -              | 40    | -47   |
| Sous-total            | Sous-total            | Sous-total            | 68          | -65         | 8                     | -10                   | -                              | 0                              | 0                              | 0              | 0              | 76    | -75   |
| 1990-1991             | Montpellier HSC       | D1                    | 37          | -35         | 2                     | -1                    | C2                             | 6                              | -3                             | -              | -              | 45    | -39   |
| 1991-1992             | Montpellier HSC       | D1                    | 38          | -32         | 3                     | -2                    | -                              | -                              | -                              | -              | -              | 41    | -34   |
| 1992-1993             | Montpellier HSC       | D1                    | 37          | -41         | 4                     | -2                    | -                              | -                              | -                              | -              | -              | 41    | -43   |
| 1993-1994             | Montpellier HSC       | D1                    | 37          | -35         | 6                     | -4                    | -                              | -                              | -                              | -              | -              | 43    | -39   |
| 1994-1995             | Montpellier HSC       | D1                    | 19          | -29         | 3                     | -4                    | -                              | -                              | -                              | -              | -              | 22    | -33   |
| 1995-1996             | Montpellier HSC       | D1                    | -           | -           | -                     | -                     | -                              | -                              | -                              | -              | -              | 0     | 0     |
| Sous-total            | Sous-total            | Sous-total            | 168         | -172        | 18                    | -13                   | -                              | 6                              | -3                             | 0              | 0              | 192   | -188  |
| 1995-1996             | Stade Malherbe Caen   | D2                    | 4           | -2          | 2                     | 0                     | -                              | -                              | -                              | -              | -              | 6     | -2    |
| 1996-1997             | US Créteil            | D3                    | -           | -           | 4                     | -3                    | -                              | -                              | -                              | -              | -              | 4     | -3    |
| 1997-1998             | US Créteil            | D3                    | 5           | -2          | -                     | -                     | -                              | -                              | -                              | -              | -              | 5     | -2    |
| 1998-1999             | US Créteil            | D3                    | 36          | -25         | -                     | -                     | -                              | -                              | -                              | -              | -              | 36    | -25   |
| Sous-total            | Sous-total            | Sous-total            | 41          | -27         | 4                     | -3                    | -                              | 0                              | 0                              | 0              | 0              | 45    | -30   |
| Total sur la carrière | Total sur la carrière | Total sur la carrière | 287         | -267        | 33                    | -28                   | -                              | 6                              | -3                             | 13             | -7             | 339   | -305  |

## Palmarès
- Champion d'Europe des nations espoirs en 1988 avec l'équipe de France espoirs
- Champion de France de D2 en 1996 avec le SM Caen
- Finaliste de la Coupe de France en 1994 avec le Montpellier HSC
- Vainqueur de la Coupe de la Ligue en 1992 avec le Montpellier HSC
- Finaliste de la Coupe de la Ligue en 1994 avec le Montpellier HSC